# ПТМ-4
ПТМ-4 — російська протитанкова міна. Створена АТ «НДІІ» на початку 1990-х років та була представлена спеціалістами концерну «Техмаш» вперше на форумі «Армия-2019» у Росії.

## Касета КПТМ-4
Призначена для дистанційного встановлення ПТМ-4. Кількість мін ПТМ-4 в касеті: 2 шт. При встановленні касет використовуються засоби дистанційного мінування ВСМ-1 і ВСМ-2, касетні снаряди РСЗВ,авіаційні контейнери, універсальні мінні загороджувачі УМЗ, переносні комплекси мінування (ПКМ) і інше. Для ручного протитанкового мінування використовується комплект для ручного мінування КРМ-Т. Один комплект — одна міна.
Призначена для виведення з ладу гусеничної і колісної броньованої техніки шляхом її наїзду на міну або шляхом проїзду над міною. У цьому випадку металевий корпус броньованої машини наводить магнітне збурення, яке сприймається міною і визначається як проїзд важкої техніки. Магнітний підривач міни ПТМ-4 у цьому випадку ініціює підрив основного заряду вибухової речовини.

## Загальні відомості
Міна має неконтактний підривач з магнітним датчиком цілі та кумулятивний заряд з жолобоподібним облицюванням та двоточковим ініціюванням. Дозволяє встановлювати перед застосуванням кілька дискретних часових значень самоліквідації.

## ПТМ-4М
Модифікація ПТМ-4. Саме вона виробляється зараз. Від ПТМ-4 відрізняється:
1. Наявністю датчика на невилучність (нахил міни)
2. Наявністю проставки з пінопласту на кумулятивній воронці. Це зроблено з метою запобігання накопиченню води та різного бруду у кумулятивній воронці. У ПТМ-4 засмічення  відкритої кумулятивної воронки призводило до послаблення кумулятивного ефекту.
3. На дні міни крім горизонтальних отворів(як у ПТМ-4) є ще круглі отвори.
4. Контактна колодка програмування кругла з 5 контактами.

## ПТМ-4Р
Модифікація ПТМ-4М для ручної постановки.
Від ПТМ-4М відрізняється наявністю:
1. Металевої кришки, яка прикриває механізм стабілізації в повітрі.
2. Чеки на підривачі.
3. Пускового пристрою.

## Тактико-технічні характеристики[5]
| Характеристика                   | Значення           |
| -------------------------------- | ------------------ |
| Корпус                           | метал              |
| Маса                             | 3,25 кг            |
| Маса вибухової речовини (тротил) | 1,4 кг             |
| Довжина                          | 350 мм             |
| Ширина                           | 110 мм             |
| Висота корпусу                   | 55 мм              |
| Час самоліквідації               | 8, 12, 24, 48 год. |
| Самодеактивації                  | 120 діб            |

## Застосування

### Російсько-українська війна
Повідомлено, що 14 червня 2022 року один із розрахунків саперів ДСНС України знищив протитанкову міну ПТМ-4.